# Mycobates hylaeus
Mycobates hylaeus är en kvalsterart som beskrevs av Valerie M. Behan-Pelletier 1994. Mycobates hylaeus ingår i släktet Mycobates och familjen Punctoribatidae. Inga underarter finns listade i Catalogue of Life.